# 四日市明日狹軌鐵道
四日市明日狹軌鐵道（日语：／ Yokkaichi Asunarō Tetsudō */?）是近鐵集團控股旗下的鐵路公司，也是近畿日本鐵道（近鐵）持股75%的子公司，另25%股份則由四日市市持有。

## 概要
此公司成立於2014年（平成26年）3月27日，並於2015年（平成27年）4月1日起繼承近鐵內部線及八王子線的營運。上述兩條路線是日本罕見仍營運中的762mm特殊窄軌鐵路（即台灣俗稱之「五分車」）。原本兩條鐵路皆由近鐵經營，因營收不佳且車廂老舊，近鐵於2012年6月公開表示有意改建為BRT，但四日市市希望鐵道能持續營運。經過近鐵與四日市市協商後，兩路線產權移轉給四日市市，四日市市成為第三種鐵道事業者，列車運行由近鐵與四日市市官民合資新成立的第三部門鐵路公司接手，這家公司定名為「四日市明日狹軌鐵道」。
公司日文名稱中的即為（明日）和（狹軌英語）組合而成。

## 歷史
2025年4月1日，四日市明日狹軌鐵道迎來旗下鐵路線開始營業的10周年，並於3月30日舉行紀念典禮。

## 使用車輛

### 現役車輛
- 近鐵260系電聯車

## 路線

路線圖

| 中文線名 | 日文線名 | 起點           | 終點   | 距離（公里） |
| -------- | -------- | -------------- | ------ | ------------ |
| 內部線   |          | 明日狹軌四日市 | 內部   | 5.7          |
| 八王子線 |          | 日永           | 西日野 | 1.3          |